# One Month to Live
One Month to Live è un cortometraggio muto del 1911. Il nome del regista non viene riportato nei credit del film che fu sceneggiato da Horace Vinton.

## Produzione
Il film fu prodotto dall'American Film Manufacturing Company.

## Distribuzione
Distribuito dalla Motion Picture Distributors and Sales Company, il film - un cortometraggio in una bobina - uscì nelle sale cinematografiche USA il 20 aprile 1911.